# Lucio Compagnucci
Lucio Compagnucci (Buenos Aires, Argentina; 23 de febrero de 1996) es un futbolista argentino. Juega de mediocampista. 
Es hijo del exfutbolista y actual entrenador argentino Carlos Compagnucci.

## Trayectoria

### Inferiores, Vélez Sarsfield y Huracán
Debutó el 5 de diciembre de 2014 en Vélez Sarsfield en un encuentro de la Primera División de Argentina frente a San Lorenzo, en el que su equipo perdió de local por 2 a 0. El 16 de junio de 2016 firmó por 2 años con Huracán, ya que el club en el que jugaba, Vélez Sarsfield, no le renovó el contrato. Permaneció en el Globo hasta el 23 de enero de 2018, fecha en que rescindió el contrato que lo ligaba a la entidad, de común acuerdo.

### San Luis de Quillota (Chile), Real Murcia (España) y Gimnasia de Mendoza
En enero de 2018, decidió emigrar al fútbol chileno y jugar para el San Luis de Quillota donde convirtió un gol y sufrió su primera lesión grave de rodilla. Meses más tarde, fue traspasado al fútbol español para jugar en el Real Murcia pero por cuestiones administrativas de hablitación no pudo disputar ni un solo encuentro.
En 2019, decidió regresar a la Argentina para jugar esta vez en Gimnasia y Esgrima de Mendoza. Días después, en un entrenamiento el jugador sufrió una nueva rotura de ligamento cruzado anterior de la rodilla derecha y se mantuvo al margen de las canchas por un buen tiempo.

## Selección nacional

### Selección juvenil

#### Selección Sub-17
En 2013 se consagró campeón del Campeonato Sudamericano Sub-17 con la Selección Argentina siendo una de las piezas principales.
Tras un partido contra el representativo de Uruguay generó controversias por declaraciones agraviantes vía Twitter.
Unos meses después disputó la Copa Mundial Sub-17, donde su equipo llegaría hasta las semifinales luego de caer frente a México por 3-0. Luego en el partido por el tercer lugar caería frente a Suecia por 4-1.

##### Detalle
| \| N.º \| Fecha \| Estadio \| Local \| Resultado \| Visitante \| Goles \| Asist. \| Competición \| \| ----- \| ---------- \| ---------------------------------------------------- \| --------- \| --------- \| --------------- \| ----- \| ------ \| ------------------- \| \| 1 \| 04-04-2013 \| Juan Gilberto Funes, San Luis, Argentina \| Argentina \| 1-3 \| Paraguay \| \| \| Sudamericano Sub-17 \| \| 2 \| 06-04-2013 \| Juan Gilberto Funes, San Luis, Argentina \| Argentina \| 3-0 \| Venezuela \| \| \| Sudamericano Sub-17 \| \| 3 \| 10-04-2013 \| Juan Gilberto Funes, San Luis, Argentina \| Argentina \| 3-2 \| Colombia \| \| \| Sudamericano Sub-17 \| \| 4 \| 14-04-2013 \| Juan Gilberto Funes, San Luis, Argentina \| Argentina \| 2-0 \| Perú \| \| \| Sudamericano Sub-17 \| \| 5 \| 17-04-2013 \| Juan Gilberto Funes, San Luis, Argentina \| Argentina \| 3-3 \| Uruguay \| \| \| Sudamericano Sub-17 \| \| 6 \| 24-04-2013 \| Juan Gilberto Funes, San Luis, Argentina \| Paraguay \| 1-3 \| Argentina \| \| \| Sudamericano Sub-17 \| \| 7 \| 28-04-2013 \| Juan Gilberto Funes, San Luis, Argentina \| Argentina \| 2-2 \| Venezuela \| \| \| Sudamericano Sub-17 \| \| 8 \| 19-10-2013 \| Estadio Al-Rashid, Dubái, Emiratos Árabes Unidos \| Irán \| 1-1 \| Argentina \| \| \| Copa Mundial Sub-17 \| \| 9 \| 25-10-2013 \| Estadio Al-Rashid, Dubái, Emiratos Árabes Unidos \| Argentina \| 3-0 \| Canadá \| \| \| Copa Mundial Sub-17 \| \| 10 \| 29-10-2013 \| Estadio Al-Rashid, Dubái, Emiratos Árabes Unidos \| Argentina \| 3-1 \| Túnez \| \| \| Copa Mundial Sub-17 \| \| 11 \| 02-11-2013 \| Estadio Al-Sharjah, Dubái, Emiratos Árabes Unidos \| Argentina \| 2-1 \| Costa de Marfil \| \| \| Copa Mundial Sub-17 \| \| 12 \| 05-11-2013 \| Mohammed bin Zayed, Abu Dabi, Emiratos Árabes Unidos \| Argentina \| 0-3 \| México \| \| \| Copa Mundial Sub-17 \| \| 13 \| 08-11-2013 \| Mohammed bin Zayed, Abu Dabi, Emiratos Árabes Unidos \| Suecia \| 4-1 \| Argentina \| \| \| Copa Mundial Sub-17 \| \| Total \| \| Presencias \| 13 \| \| Goles \| 1 \| 0 \| \| |            |                                                      |           |           |                 |       |        |                     |
| N.º | Fecha      | Estadio                                              | Local     | Resultado | Visitante       | Goles | Asist. | Competición         |
| 1 | 04-04-2013 | Juan Gilberto Funes, San Luis, Argentina             | Argentina | 1-3       | Paraguay        |       |        | Sudamericano Sub-17 |
| 2 | 06-04-2013 | Juan Gilberto Funes, San Luis, Argentina             | Argentina | 3-0       | Venezuela       |       |        | Sudamericano Sub-17 |
| 3 | 10-04-2013 | Juan Gilberto Funes, San Luis, Argentina             | Argentina | 3-2       | Colombia        |       |        | Sudamericano Sub-17 |
| 4 | 14-04-2013 | Juan Gilberto Funes, San Luis, Argentina             | Argentina | 2-0       | Perú            |       |        | Sudamericano Sub-17 |
| 5 | 17-04-2013 | Juan Gilberto Funes, San Luis, Argentina             | Argentina | 3-3       | Uruguay         |       |        | Sudamericano Sub-17 |
| 6 | 24-04-2013 | Juan Gilberto Funes, San Luis, Argentina             | Paraguay  | 1-3       | Argentina       |       |        | Sudamericano Sub-17 |
| 7 | 28-04-2013 | Juan Gilberto Funes, San Luis, Argentina             | Argentina | 2-2       | Venezuela       |       |        | Sudamericano Sub-17 |
| 8 | 19-10-2013 | Estadio Al-Rashid, Dubái, Emiratos Árabes Unidos     | Irán      | 1-1       | Argentina       |       |        | Copa Mundial Sub-17 |
| 9 | 25-10-2013 | Estadio Al-Rashid, Dubái, Emiratos Árabes Unidos     | Argentina | 3-0       | Canadá          |       |        | Copa Mundial Sub-17 |
| 10 | 29-10-2013 | Estadio Al-Rashid, Dubái, Emiratos Árabes Unidos     | Argentina | 3-1       | Túnez           |       |        | Copa Mundial Sub-17 |
| 11 | 02-11-2013 | Estadio Al-Sharjah, Dubái, Emiratos Árabes Unidos    | Argentina | 2-1       | Costa de Marfil |       |        | Copa Mundial Sub-17 |
| 12 | 05-11-2013 | Mohammed bin Zayed, Abu Dabi, Emiratos Árabes Unidos | Argentina | 0-3       | México          |       |        | Copa Mundial Sub-17 |
| 13 | 08-11-2013 | Mohammed bin Zayed, Abu Dabi, Emiratos Árabes Unidos | Suecia    | 4-1       | Argentina       |       |        | Copa Mundial Sub-17 |
| Total |            | Presencias                                           | 13        |           | Goles           | 1     | 0      |                     |

No incluye partidos amistosos.

#### Selección Sub-20
El 6 de enero de 2015, Humberto Grondona, director técnico de la Selección Argentina sub-20, entregó una lista con los 32 futbolistas en el cual se encontraba Lucio Compagnucci y que sería convocado para que se entrenará a partir del lunes de cara al campeonato sudamericano sub-20 de la categoría que se disputará a partir de enero próximo en Uruguay. El 10 de enero a muy poco del comienzo del Sudamericano Sub-20 Humberto Grondona dio la lista de 23 convocados que Lucio Compagnucci ingresó en la lista de 23 jugadores que viajaran a Uruguay. El 29 de enero de 2015 agrede al jugador colombiano Jarlan Barrera durante el encuentro del Campeonato Sudamericano Sub-20 entre Argentina y Colombia, acción que le cuesta 3 partidos de suspensión y lo deja afuera del torneo.
El 7 de febrero de 2015 se coronó campeón del Sudamericano Sub-20.
El 6 de marzo de 2015 el entrenador del seleccionado Sub-20, Humberto Grondona, lo incluyó en la preselección de cara a la Copa Mundial Sub-20 que se llevó a cabo en Nueva Zelanda.

##### Detalle
| \| N.º \| Fecha \| Estadio \| Local \| Resultado \| Visitante \| Goles \| Asist. \| \| \| ----- \| ---------- \| ------------------------------------------ \| --------- \| --------- \| --------- \| ----- \| ------ \| ------------------- \| \| 1 \| 14-01-2015 \| Profesor Alberto Suppici, Colonia, Uruguay \| Argentina \| 5-2 \| Ecuador \| \| \| Sudamericano Sub-20 \| \| 2 \| 16-01-2015 \| Profesor Alberto Suppici, Colonia, Uruguay \| Argentina \| 0-1 \| Paraguay \| \| \| Sudamericano Sub-20 \| \| 3 \| 22-01-2015 \| Profesor Alberto Suppici, Colonia, Uruguay \| Argentina \| 3-0 \| Bolivia \| \| \| Sudamericano Sub-20 \| \| 4 \| 26-01-2015 \| Centenario, Montevideo, Uruguay \| Argentina \| 2-0 \| Perú \| \| \| Sudamericano Sub-20 \| \| 5 \| 29-01-2015 \| Gran Parque Central, Montevideo, Uruguay \| Argentina \| 1-1 \| Colombia \| \| \| Sudamericano Sub-20 \| \| Total \| \| Presencias \| 5 \| \| Goles \| 1 \| 0 \| \| |            |                                            |           |           |           |       |        |                     |
| N.º | Fecha      | Estadio                                    | Local     | Resultado | Visitante | Goles | Asist. |                     |
| 1 | 14-01-2015 | Profesor Alberto Suppici, Colonia, Uruguay | Argentina | 5-2       | Ecuador   |       |        | Sudamericano Sub-20 |
| 2 | 16-01-2015 | Profesor Alberto Suppici, Colonia, Uruguay | Argentina | 0-1       | Paraguay  |       |        | Sudamericano Sub-20 |
| 3 | 22-01-2015 | Profesor Alberto Suppici, Colonia, Uruguay | Argentina | 3-0       | Bolivia   |       |        | Sudamericano Sub-20 |
| 4 | 26-01-2015 | Centenario, Montevideo, Uruguay            | Argentina | 2-0       | Perú      |       |        | Sudamericano Sub-20 |
| 5 | 29-01-2015 | Gran Parque Central, Montevideo, Uruguay   | Argentina | 1-1       | Colombia  |       |        | Sudamericano Sub-20 |
| Total |            | Presencias                                 | 5         |           | Goles     | 1     | 0      |                     |

No incluye partidos amistosos.

#### Participaciones en Copas del Mundo Sub-17
| Torneo                   | Sede | Resultado     | Partidos | Goles |
| ------------------------ | ---- | ------------- | -------- | ----- |
| Copa Mundial Sub-17 2013 | EAU  | Cuarto puesto | 6        | 1     |

#### Participaciones en Sudamericanos Sub-17 y Sub-20
| Torneo                   | Sede      | Resultado | Partidos | Goles |
| ------------------------ | --------- | --------- | -------- | ----- |
| Sudamericano Sub-17 2013 | Argentina | Campeón   | 7        | 0     |
| Sudamericano Sub-20 2015 | Uruguay   | Campeón   | 5        | 1     |

## Clubes
| Club                 | País      | Año       |
| -------------------- | --------- | --------- |
| Vélez Sarsfield      | Argentina | 2014-2015 |
| Huracán              | Argentina | 2016-2017 |
| San Luis de Quillota | Chile     | 2018      |
| Real Murcia          | España    | 2018      |
| Gimnasia de Mendoza  | Argentina | 2019-2020 |
| All Boys             | Argentina | 2021      |
| Mitre                | Argentina | 2022      |

## Palmarés

### Copas internacionales
| Título                         | Selección        | Sede       | Año  |
| ------------------------------ | ---------------- | ---------- | ---- |
| Campeonato Sudamericano Sub-17 | Argentina sub-17 | La Punta   | 2013 |
| Campeonato Sudamericano Sub-20 | Argentina sub-20 | Montevideo | 2015 |